# Paul Mingo Ghogomu
Paul Mingo Ghogomu (né le 4 novembre 1961 à Bambalang) est un chimiste et homme politique camerounais. Il est ministre chargé de mission à la présidence depuis le 4 janvier 2019.

## Biographie

### Jeunesse et études
Paul Mingo Ghogomu est né le 4 novembre 1961 à Bambalang, dans le département du Ngoketunjia, dans la région du Nord-Ouest du Cameroun. Il commence ses études primaires en 1965 à l'école publique de Bambalang où il obtient le First School Leaving Certificate en 1972. Il fait ses études secondaires au Lycée Bilingue de Yaoundé, ensuite au collège Sacré-Cœur de Mankon où il obtient son GCE Ordinary Level,puis au CCAST de Bambili où il obtient son GCE Advance Level en 1979.
Il s'inscrit à l'Université de Yaoundé où il obtient en 1983 une licence en physique-chimie, puis une maîtrise en Chimie. Il poursuit ses études universitaires en France à l’École nationale supérieure des industries chimiques de Nancy où il obtient un DEA en Génie chimique. En 1988, il obtient un doctorat de l’institut national polytechnique de Lorraine en Génie des procédés.

### Carrière universitaire
Paul Mingo Ghogomu commence sa carrière professionnelle au Cameroun en octobre 1983 en tant que moniteur à la faculté des sciences de l'Université de Yaoundé. Pendant son séjour France, il travaille comme enseignant à temps partiel à ENSIC à Nancy puis est allocataire d’enseignement et de recherches à l'ENSIC de 1987 à 1989. Il retourne au Cameroun en 1989 et travaille tour à tour comme enseignant à temps partiel à la faculté des sciences l'Université de Yaoundé et à l'ENSET Annexe de Nkolbisson de Yaoundé. En 1990, il est promu assistant à la faculté des sciences à l'université de Yaoundé, puis professeur associé à la faculté des sciences et maître de conférences à la faculté des sciences en 1991. En 2003, il devient professeur associé à la faculté des sciences à l'université de Yaoundé I puis est nommé en 2009, chef de département de chimie inorganique à l’Université de Yaoundé I. Il est le co-directeur du laboratoire de chimie - physique et théorique entre 2000 et 2010,.

### Politique
Paul Mingo Ghogomu intègre le gouvernement camerounais en 2009 en tant que ministre directeur de cabinet dans les services du premier ministre Philemon Yang. Le 4 janvier 2019, il est nommé, par décret présidentiel, ministre chargé de mission à la Présidence de la République du Cameroun.